# الطاقة في تايلاند

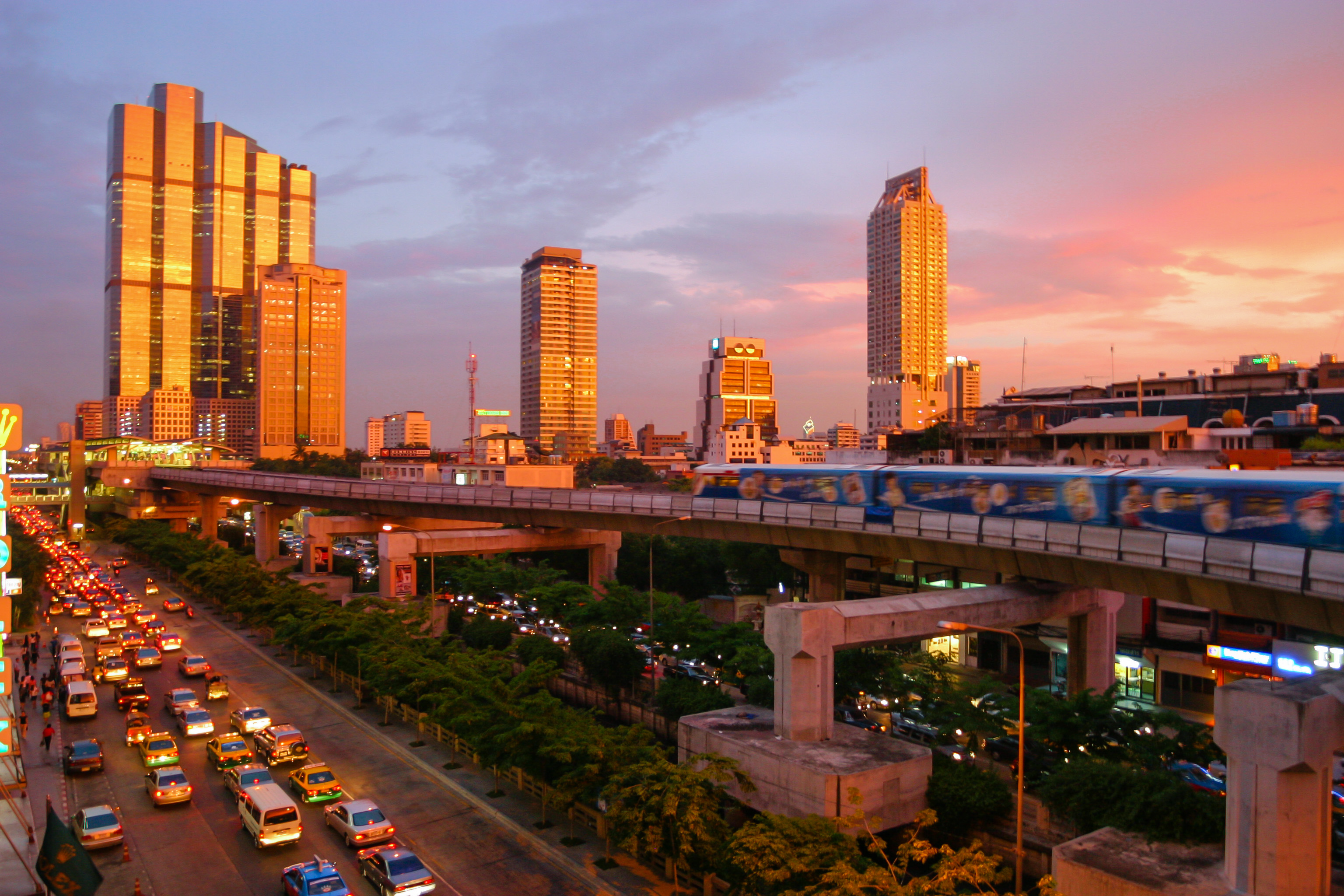
تشهد المدن المتنامية مثل بانكوك (في الصورة) زيادة في استهلاك الطاقة

تُشير عبارة الطاقة في تايلاند (بالإنجليزية: Energy in Thailand)‏ إلى إنتاج وتخزين واستيراد وتصدير واستخدام الطاقة في دولة جنوب شرق آسيا، تايلاند.
موارد الطاقة في تايلاند متواضعة وهي آخذة في النفاد، لذا، فالدولة تستورد معظم نفطها وكميات كبيرة من الغاز الطبيعي والفحم. وقد ارتفع استهلاك الطاقة في تايلاند بمعدل متوسط بلغ 3.3٪ من عام 2007 إلى 2017، وبدأت الطاقة المتجددة مؤخرًا في المساهمة بشكل كبير في إمدادات الطاقة في البلاد.
ولكن هناك بعض التفاوت في الأرقام المنشورة، فوفقًا لوزارة الطاقة التايلندية، فقد بلغ استهلاك الطاقة الأولية في البلاد 75.2 مليون طن متري (مليون طن من المكافئ النفطي) في عام 2013. ووفقًا لشركة بي بي، فقد كان استهلاك الطاقة الأولية في عام 2013 يبلغ 118.3 مليون طن نفط مكافئ، وارتفع إلى 133 مليون طن في عام 2018.:8

تتميز سياسة الطاقة في تايلاند بزيادة كفاءة استهلاك الطاقة، وفي إنتاج الطاقة المحلية، وزيادة في دور القطاع الخاص في قطاع الطاقة، وزيادة دور الآليات السوقية في تحديد أسعار الطاقة. وقد بقيت هذه السياسات ثابتة منذ تسعينيات القرن العشرين على الرغم من التغييرات في الحكومات المتعاقبة. وقد كانت موضوع سرعة وشكل تحرير الصناعة والخصخصة مثير للجدل بشدة. 

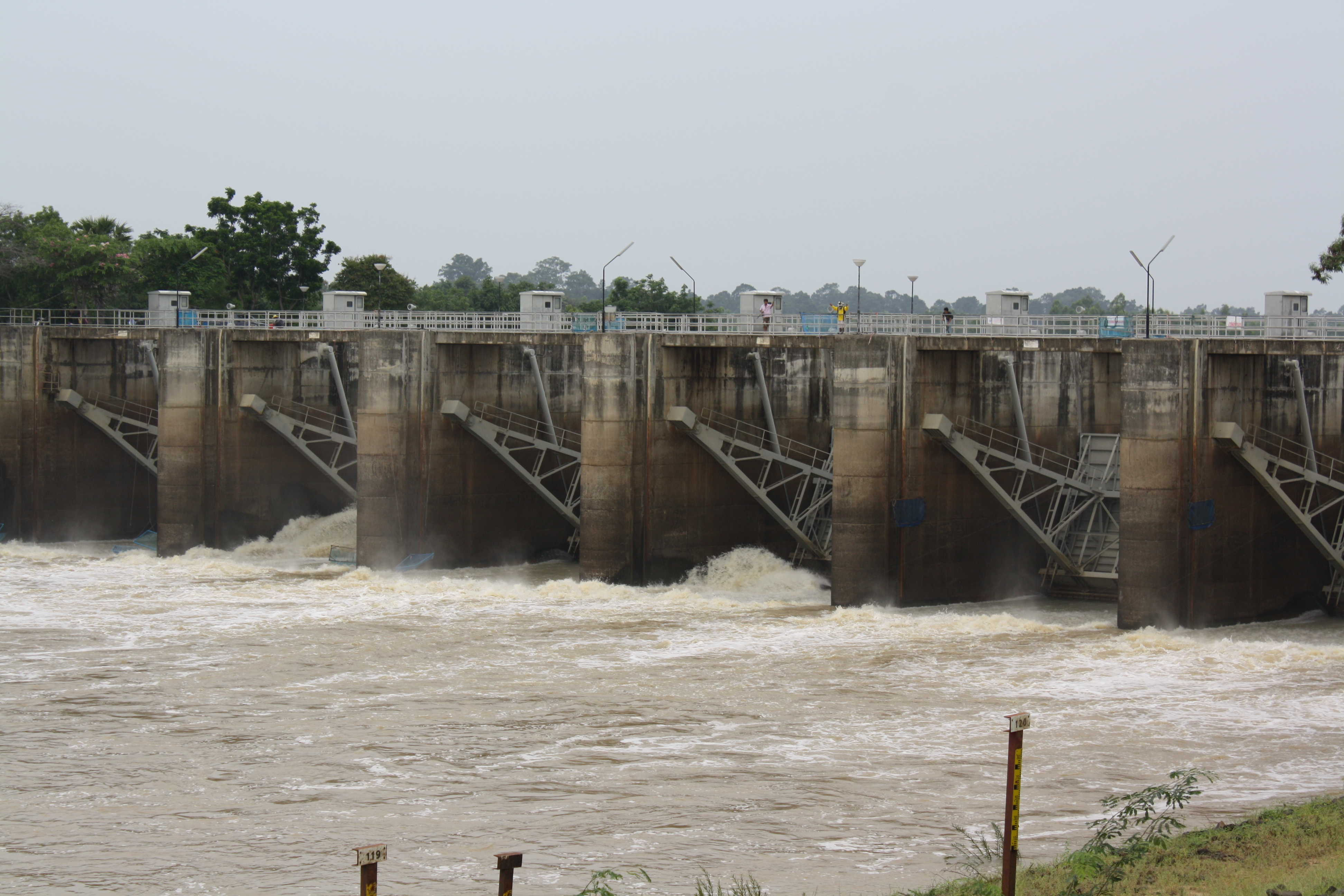
سد راسي سلاي

## نظرة عامة
تنتج تايلاند حوالي ثلث الكمية من النفط الذي تستهلكه، وبالتالي تحتل المرتبة الثانية كأكبر مستورد للنفط في جنوب شرق آسيا. كما تنتج تايلاند الغاز الطبيعي، وتمتلك مخزونًا مؤكدًا ولكنه محدود، حيث يبلغ حوالي 0.2 تريليون متر مكعب على الأقل حتى عام 2018.:30 وتتأخر تايلاند في إنتاج الفحم مقارنة بإندونيسيا وفيتنام، كما أن الفحم الذي تنتجه ذو جودة متوسطة. وبالتالي، يتعين عليها استيراد كميات أكبر من الفحم لتلبية الطلب المحلي، والذي يستخدم بشكل رئيسي لتوليد الكهرباء.

## الزيت

الإنتاج البحري للنفط لم يكن كافياً لجعل البلد يقترب من الاعتماد الذاتي.

- الإنتاج: بدأت تايلاند إنتاج النفط[3] في عام 1981، عندما بدأت في إنتاج 2000 برميل (84,000 جالون أمريكي) يوميًا. وبحلول عام 2013، ارتفع الإنتاج اليومي إلى 459,000 برميل. وتقدر احتياطيات النفط المؤكدة بـ 0.3 ألف مليون برميل، ممّا يمنحها نسبة احتياطي إلى إنتاج [الإنجليزية] تبلغ 1.8. مما يعني أن نفطها قد نفد فعليًا.[2]:14تشير الدلائل إلى أن النفط التايلاندي بلغ ذروته في عام 2016 عند 486,000 برميل يوميًا.[4]
- الاستهلاك: استهلاك تايلاند في عام 2018 بلغ 65.8 مليون طن متري، بزيادة 2.2٪ عن العام السابق.[2]:21

## الغاز

جزء كبير من الغاز المستخدم في تايلاند يستورد من الخارج.

تبلغ مخزونات الغاز الطبيعي المؤكدة في تايلاند حوالي 0.2 تريليون متر مكعب. وكان إنتاجها في عام 2018 حوالي 37.7 مليار متر مكعب (32.4 مليون طن مكافئ نفطي)، مما يمنحها نسبة R/P تبلغ خمس سنوات فقط. واستهلكت تايلاند حوالي 49.9 مليار متر مكعب، وقد مُلئ العجز باستيراد حوالي 6.2 مليار متر مكعب من الغاز الطبيعي المسال (LNG) و7.8 مليار متر مكعب عبر خط الأنابيب من ميانمار.
يستخدم الغاز الطبيعي حوالي 60-65% من إجمالي إنتاج الكهرباء في تايلاند. وتزود حقل غاز إيراوان في خليج تايلاند حوالي 20% من إجمالي إنتاج الغاز في تايلاند. ويُقدر أن الحقل لديه طاقة بلغت 885 مليون قدم مكعب (حوالي 25 مليون متر مكعب) في اليوم.

## الفحم

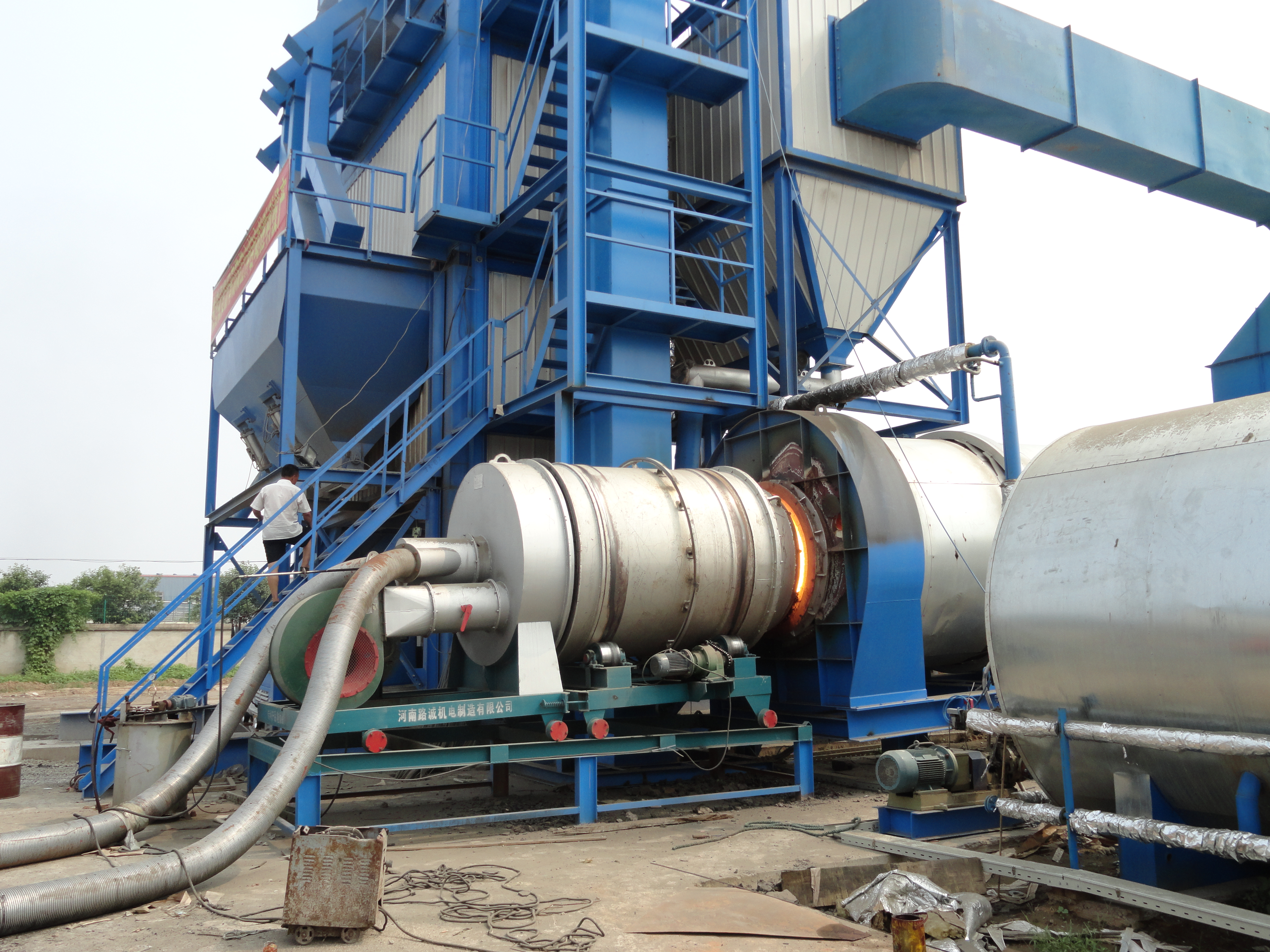
موقد الفحم في تايلاند

حتى عام 2018، كانت تايلاند تملك مخزونًا مؤكدًا من شبه الفحم الحجري [الإنجليزية] والفحم البني يبلغ 1,063 مليون طن. وفي عام 2018، بلغ إنتاجها 3.8 مليون طن مكافئ نفطي، بانخفاض قدره 8.5٪ عن عام 2017. واستهلكت 18.5 مليون طن مكافئ نفطي في عام 2018، مما يعني أنها استوردت حوالي 15 مليون طن مكافئ نفطي. وتبلغ نسبة مخزوناتها إلى الإنتاج 72 عامًا.:42–47

## الطاقة المتجددة
بلغ استهلاك الطاقة المتجددة في تايلاند في عام 2018 حوالي 4 مليون طن مكافئ نفطي، مع معدل نمو سنوي مركب يبلغ 0.7٪ للفترة من 2008 إلى 2017. وشكلت الكتلة الحيوية المساهمة الرئيسية في الطاقة المتجددة، تليها الطاقة الشمسية ثانيًا، وطاقة الرياح ثالثًا. وقد أسهم الوقود الحيوي بما يعادل 2119 كيلو طن مكافئ نفطي في عام 2018.:51–53 وتشجع الحكومة إنتاج وقود الديزل الحيوي من زيت النخيل لخلطه بالديزل التقليدي بهدف تقليل واردات البترول. هدف الإنتاج 5.97 مليون لتر يوميًا عام 2021.
في مارس 2016، وافقت الحكومة التايلاندية على تركيب الألواح الشمسية على المنازل والمباني التجارية، حيث سيُسمح لكل منزل بتوليد 10 كيلو واط ولكل مصنع 40 كيلو واط. وكان للقطاع الخاص، على الرغم من وجود موارد شمسية كافية في تايلاند، سابقًا لا يحق له تركيب معدات توليد الطاقة. وحتى عام 2021، تُعد تايلاند واحدة من الدول الأكثر نجاحًا في جنوب شرق آسيا في تعزيز ونشر الطاقة الشمسية. واعتبارًا من عام 2021، تعتبر تايلاند واحدة من أنجح رابطة دول جنوب شرق آسيا (آسيان) في تعزيز ونشر الطاقة الشمسية. تريد الحكومة التايلاندية أن تكون جميع السيارات الجديدة المباعة كهربائية بحلول عام 2035. على الرغم من التقدم والأهداف الطموحة، يُنظر إلى تحسين إدارة الطاقة المتجددة في تايلاند على أنه إجراء مهم لجذب المزيد من الاستثمار في مصادر الطاقة المتجددة.

## الطاقة النووية
لا يوجد في تايلاند محطات لتوليد الطاقة النووية. فقد قلصت الخطط السابقة لإنتاج خمسة جيجاوات من الكهرباء بواسطة التكنولوجيا النووية بحلول عام 2025 إلى 2 جيجاوات بعد كارثة فوكوشيما.
بمرور الوقت عن كارثة فوكوشيما، تجدد الاهتمام بالطاقة النووية. وقد وقعت سبع دول من جنوب شرق آسيا، بما في ذلك تايلاند، اتفاقات تعاون مع روس آتوم، وكالة الطاقة النووية الحكومية الروسية. وتعمل هيئة توليد الكهرباء الوطنية الحكومية بالتعاون مع الصين واليابان وكوريا الجنوبية على تكنولوجيا توليد الطاقة النووية، وقد أرسلت 100 متخصص للتدريب على مشاريع محطات الطاقة النووية. وتخطط الهيئة لأن يكون ما يصل إلى خمسة بالمائة من إنتاج الكهرباء في البلاد من الطاقة النووية بحلول عام 2036.

## انبعاثات الكربون
في عام 2018، بلغت انبعاث ثاني أكسيد الكربون في تايلاند 302.4 مليون طن، بزيادة قدرها 0.8٪ عن عام 2017، ولكنها تراجعت عن معدل النمو السنوي المركب [الإنجليزية] البالغ 2.4٪ خلال الفترة من 2007 إلى 2017.:57

## الكهرباء

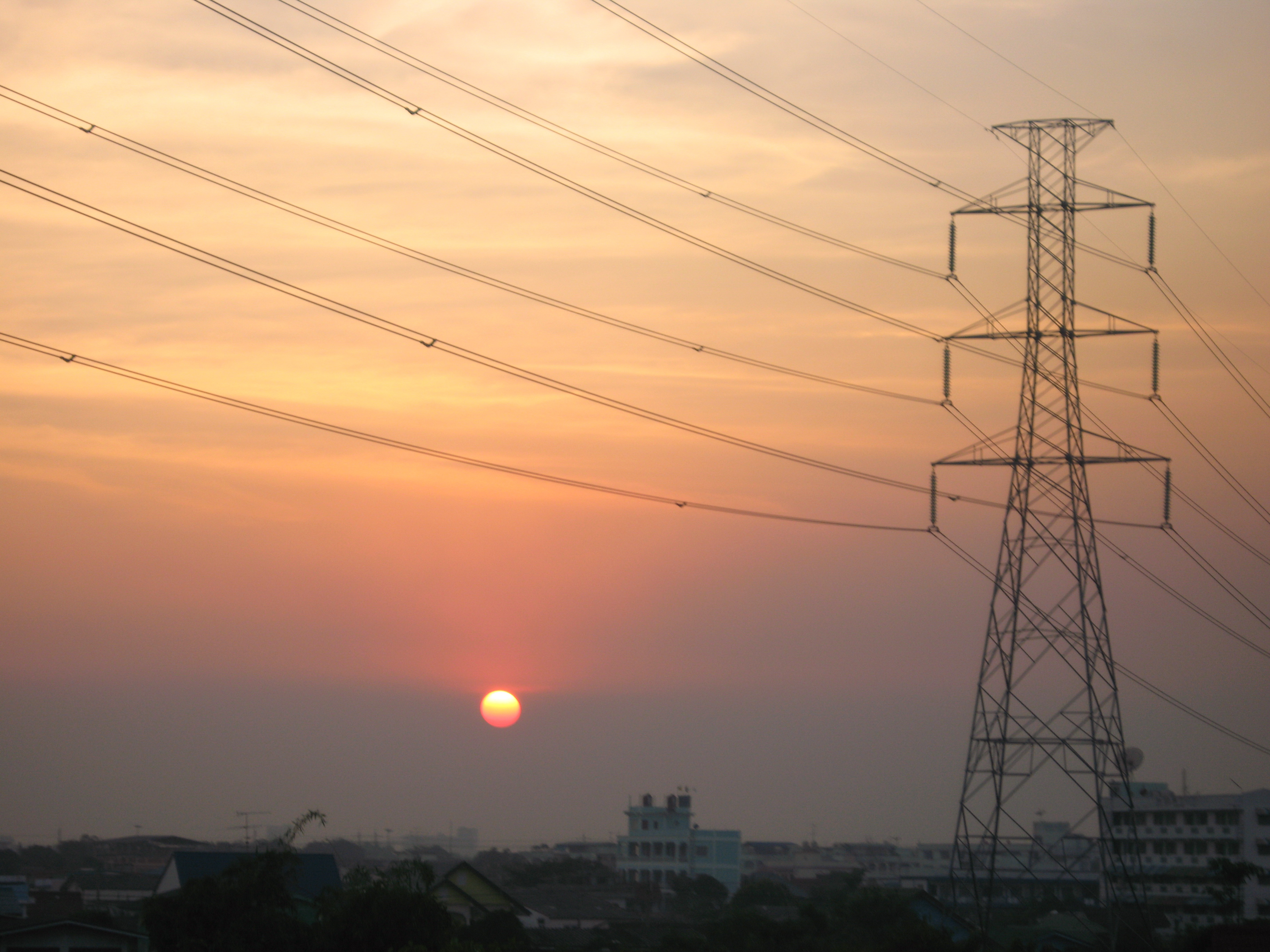
برج كهرباء في محافظة ساموت براكان

تشكل القدرة التوليدية الكهربائية في تايلاند بنسبة تصل إلى 90٪ من مصادر الحرارة التقليدية. وقد استبدلت المحطات المدارة بالنفط بالغاز الطبيعي، الذي يُوّلد منه 65٪ من الكهرباء في تايلاند عام 2018. وتوّلد المحطات المدارة بالفحم 20٪ إضافية، في حين توّلد النسبة المتبقية من الكهرباء من الكتلة الحيوية والطاقة الكهرومائية والغاز الحيوي.
بحلول 31 مايو 2018، تنتج هيئة توليد الكهرباء الوطنية في تايلاند (EGAT) 37٪ من إجمالي الكهرباء المولدة في البلاد. وتبلغ نسبة إنتاج الشركات المستقلة للطاقة 35٪، وإنتاج المنتجين الصغار للطاقة 19٪، والاستيرادات الكهربائية 9٪. وتتولى السلطة الكهربائية العامة لمنطقة بانكوك ونونثابوري وساموت براكان توزيع الكهرباء في تلك المناطق، بينما تتولى السلطة الكهربائية الإقليمية توزيع الكهرباء في الـ 74 محافظة المتبقية.
| الزيت | الغاز الطبيعي | الفحم | النووية | الكهرومائية | مصادر متجددة | المجموع |
| ----- | ------------- | ----- | ------- | ----------- | ------------ | ------- |
| 0.2   | 116.3         | 35.8  | 0       | 7.6         | 17.8         | 177.6   |

خبراء الطاقة العاملون في الصندوق العالمي للطبيعة حسبوا أن تايلند وأربع دول مجاورة في منطقة ميكونغ يمكنها تحقيق إنتاجية 100٪ للطاقة الكهربائية المتجددة بحلول عام 2050. أظهرت دراستهم أن هذه الدول يمكنها إنتاج واستخدام الكهرباء من الطاقة الشمسية والطاقة الريحية والغاز الحيوي وتوليد الكهرباء من الأنهار الصغيرة. تتعارض هذه النتائج مع خطط الحكومة التي تستهدف تخفيض الأولوية للطاقة المتجددة.
تزيد درجات الحرارة المرتفعة من الطلب على الكهرباء. ويُقدر أن المدن بحجم بانكوك قد تحتاج إلى ما يصل إلى 2 جيجاوات من الكهرباء الإضافية لكل ارتفاع يبلغ درجة مئوية واحدة من درجة الحرارة بسبب الطلب المتزايد على تكييف الهواء.

### تاريخ قطاع الكهرباء

#### حكومة أناند بانياراتشون
بدأت حكومة أناند بانياراتشون (1991-1992) عملية تحرير صناعة الطاقة، وشملت إصلاحاته ما يلي:
- السماح للشركات الخاصة، والمنتجين المستقلين للطاقة، ببناء وتشغيل محطات توليد الكهرباء، وبيع كل إنتاجهم إلى هيئة توليد الكهرباء الوطنية في تايلاند.
- السماح للشركات الخاصة الصغيرة، ومنتجي الطاقة الصغيرة، ببناء وتشغيل محطات توليد الطاقة الصغيرة (معظمها محطات توليد الطاقة المشتركة)، وبيع جزء من إنتاجهم إلى هيئة توليد الكهرباء الوطنية في تايلاند.
- تفويض المهمة إلى المنظمة الوطنية لسياسات الطاقة (NEPO) لوضع خطة رئيسية لخصخصة هيئة توليد الكهرباء الوطنية في تايلاند. وصمم بياسوات أمراناند، رئيس المنظمة، خطة تشبه إلى حد كبير سوق المشتركة للطاقة الإنجليزي، وتنقسم هيئة توليد الكهرباء الوطنية إلى عدة شركات صغيرة، وخصخصة هذه الشركات الصغيرة.

#### حكومة تشوان ليكباي
واصلت الحكومة التالية برئاسة شوان ليكباي (1992-1995، 1997-2001) سياسات أناند، حيث اتخذ ساويت بوديفيهوك دورًا رائدًا في إصلاح الصناعة. وقد هاجمت هذه الإصلاحات بشدة من قبل أعضاء نقابات هيئة توليد الكهرباء الوطنية، والسلطة الكهربائية العامة لمنطقة بانكوك، والسلطة الكهربائية الإقليمية. ونتيجة لذلك، لم يحدث أي تغييرات كبيرة في هيكل الصناعة أو الملكية خلال فترة حكم شوان.

#### حكومةثاكسين شيناواترا

##### التكرير وخطوط الأنابيب
في سبتمبر 2001، وافقت المكتب الوطني لسياسات الطاقة على إدراج جزئي لشركة بي تي تي العامة المحدودة، شركة النفط والغاز الحكومية.
أصبحت بي تي تي بسرعة أكبر شركة من حيث القيمة السوقية عند إدراجها في بورصة تايلاند، واستفادت بشكل كبير من الزيادة العالمية في أسعار النفط العالمية بعد غزو العراق عام 2003، وساعد ارتفاع سعر سهمها على دفع بورصة تايلاند للازدهار. ومع ذلك، زعم النقاد المناهضون لثاكسين أن سباق بي تي تي الصاعد كان السبب في تلاعبه.

##### توليد الكهرباء ونقلها
مثل تشوان، حاول ثكسين بشكل متكرر خصخصة هيئة توليد الكهرباء الوطنية في تايلاند، وكان أحد أهداف الخصخصة هو جمع 42 مليار بات تايلاندي من الطرح العام الأولي للاكتتاب واستخدام هذه الأموال للاستثمار في ثلاث محطات جديدة لتوليد الكهرباء بالغاز الطبيعي.
في أوائل عام 2004، أجبرت احتجاجات الموظفين الضخمة حاكم هيئة توليد الكهرباء الوطنية في تايلاند على الاستقالة، مما أدى إلى تأجيل خطط الخصخصة المخطط لها للشركة الحكومية. عمل حاكم الهيئة كريسري كارناسوتا مع الموظفين لمعالجة مخاوفهم بشأن الخصخصة، وكان يدعي في ديسمبر 2004 أن حوالي 80٪ من الموظفين يدعمون الخصخصة. وأزليت منصات الاحتجاجات الدائمة والخيام في مقر هيئة توليد الكهرباء الوطنية بمجرد عودة الشركة الحكومية إلى الوضع الطبيعي. وبعد فوز حزب "ماهاشون" (الحزب الوحيد الذي كان رسميا ضد خصخصة المؤسسات الحكومية) بمقعدين فقط في انتخابات البرلمان في فبراير 2005، أعيدت عملية خصخصة هيئة توليد الكهرباء الوطنية. وحولت الهيئة إلى شركة مساهمة في يونيو 2005، مما حولها من هيئة توليد الكهرباء الوطنية في تايلاند إلى شركة هيئة توليد الكهرباء الوطنية في تايلاند المحدودة. ومع ذلك، أجلت خطة خصخصة هيئة توليد الكهرباء الوطنية بشكل مفاجئ عندما قدّمت بعض المنظمات غير الحكومية وبعض أعضاء النقابات عريضة إلى المحكمة العليا قبل أيام قليلة من الموعد المحدد للتداول في بورصة تايلاند.
في 23 مارس 2006، حكمت المحكمة الإدارية العليا ضد خصخصة شركة هيئة توليد الكهرباء الوطنية في تايلاند المحدودة، مستشهدة بتضارب المصالح، ومخالفات جلسات الاستماع العامة، واستمرار حق المصادرة. قالت المحكمة إن علرن تشايبرافات عضو مجلس إدارة شركة بي تي تي وشركة شين (كلاهما شريكين تجاريين في بورصة تايلاند)،، كان عضوًا في لجنة مسؤولة عن التحضير القانوني لخصخصة هيئة توليد الكهرباء الوطنية في تايلاند. واستجوبت المحكمة المحايدة بارينيا نوتالاي، رئيس لجنة الاستماع العامة حول إدراج الهيئة، لأنها كانت نائب وزير للموارد الطبيعية والبيئة.
وأيدت المحكمة أيضاً أنه لم تُعطى فرص كافية لموظفي هيئة توليد الكهرباء الوطنية في تايلاند للتعبير عن آرائهم. لم يكن هناك سوى جلسة استماع عامة واحدة للموظفين، حضرها فقط 1,057 شخصًا. وأخيراً، استمرت شركة هيئة توليد الكهرباء الوطنية في تايلاند المحدودة في الحصول على حق الاستيلاء على الأراضي العامة لبناء محطات توليد الكهرباء وخطوط النقل، وهو حق محفوظ للدولة. وتم إلغاء مرسومين: الأول يأمر بحل وضعية هيئة توليد الكهرباء الوطنية في تايلاند كمؤسسة حكومية، والثاني يتمثل في ميثاق جديد لشركة شركة هيئة توليد الكهرباء الوطنية في تايلاند المحدودة.
رحَّب زعماء النقابات والمتظاهرون المعارضون لتاكسين بالحكم، وطالبوا بإلغاء التأميم لشركات حكومية أخرى خصخصت، مثل شركة بي تي تي العامة للاستكشاف والإنتاج والخطوط الجوية الدولية التايلاندية (التي خصخصت في عام 1992)، وشركة بي تي تي العامة المحدودة، ولشركة تي أو تي العامة المحدودة، وشركة أم سي أو تي العامة المحدودة، وشركة البريد التايلندية المحدود، والشركة العامة التايلندية للاتصالات. مثل هيئة الكهرباء الحكومية، احتفظت شركة بي تي تي أيضًا بحقوق التصرف القسري على الأراضي بعد خصخصتها. ومع ذلك، كانت هذه أحد الأسباب التي أدت إلى إلغاء خصخصة هيئة الكهرباء الحكومية. لكن وزير المالية المؤقت ثانونغ بيديا لفت إلى أن إلغاء قائمة شركة بي تي تي وإلغاء التأميم قد يضطر الحكومة إلى الاقتراض بشكل كبير من المؤسسات الأجنبية..
انتقد البعض إدراج شركة شركة بي تي تي على بورصة تايلاند لأنه يمثل نقلًا ضخمًا للأصول العامة لصالح قلة من الأشخاص. على الرغم من أن الحكومة قبلت في البداية أكثر من 100،000 مستثمر جديد، إلا أن هناك تقارير تفيد بأن غالبية الأسهم المعروضة للبيع للمستثمرين الأفراد حجزت لصالح السياسيين وعملاء البنوك المفضلين والصحفيين، مما ترك العديد من المستثمرين الأفراد الذين وقفوا في طوابير طويلة ينتظرون بلا جدوى. وقد أشارت التقارير إلى أن ابن ابن أخت سوريا جونجرنجروانجكيت، وزير الصناعة المسؤول عن شركة بي تي تي والأمين العام لحزب تي آر تي، اكتسب 22 مرة أكبر عدد من أسهم شركة بي تي تي الموزعة على المستثمرين الأفراد.
وكانت المخاوف من تكرار هذا الأمر هي السبب الرئيسي وراء تأجيل خصخصة هيئة توليد الكهرباء الوطنية بشكل غير محدد. وكانت واحدة من الحجج الرئيسية لتأجيل الخصخصة هي أن الخصخصة تسبق إنشاء هيئة تنظيمية مستقلة للطاقة. وفي الخبرة الدولية، لا توجد أمثلة على نجاح خصخصة خدمات المرافق الحكومية الحصرية بدون إشراف تنظيمي. وتحت الضغط، شكلت حكومة تاكسين هيئة تنظيمية مؤقتة للكهرباء، لكن بعض المتهمين أنها تفتقر إلى السلطة اللازمة لفرض الامتثال، وفرض الغرامات، أو معاقبة المتخلفين. وكانت مخاوف موظفي هيئة توليد الكهرباء الوطنية بشأن الأمان الوظيفي شائعة أيضاً. وأعرب البعض عن قلقهم من أن الملكية الجزئية لأكبر منتج للكهرباء في تايلاند من قبل المساهمين الأجانب ستؤثر على الأمن القومي وتسبب في تضارب المصالح
تعرض مقدمو الالتماسات المناهضة للخصخصة (بما في ذلك اتحاد منظمات المستهلكين، والأشخاص المصابون بفيروس نقص المناعة البشرية / الإيدز، ومشروع الطاقة البديلة من أجل الاستدامة، ومراقبة منطقة التجارة الحرة، وشبكة الأحياء الفقيرة الأربعة) لانتقادات شديدة من قبل المستثمرين التايلانديين والدوليين، الذين اتهموهم باستخدام أساليب فاسدة في تأخير الإدراج. كما أشاروا إلى التفويض العام لانتخابات 2005، التي تكبد خلالها الحزب الوحيد المناهض للخصخصة خسارة شبه كاملة. أشاد خبراء حوكمة قطاع الطاقة الدولي من جامعة هارفارد وجامعة ديلاوير ومعهد الموارد العالمية بالإلغاء الناجح لخصخصة إيجات كخطوة مهمة نحو زيادة المساءلة والشفافية في صناعة الطاقة التايلاندية.

## خطة تنمية الطاقة في تايلاند 2015-2036
وفقًا لخطة تنمية الطاقة في تايلاند للفترة 2015-2036، تعتزم الدولة بناء 20 محطة توليد كهربائية إضافية تعمل بالغاز (17,728 ميجاواط)، وتسع محطات طاقة تعمل بالفحم النظيف (7,390 ميجاواط)، و14206 ميجاواط. من الطاقة المتجددة، بما في ذلك الطاقة المائية، والتي سوف تستورد نسبة كبيرة منها من لاوس أو ميانمار. ومحطتين نوويتين أيضاً في الخطط.
يتهم النقاد بتضخيم الاحتياجات الكهربائية. فتايلاند تخطط للحفاظ على هامش احتياطي - أي كمية الطاقة المتاحة فوق الطلب الذي يصل إلى ذروته - بنسبة 15٪. ومع ذلك، حدّدت هوامش الاحتياطي بنسب تصل إلى 39٪ في بعض السنوات. يعود السبب الرئيسي لذلك إلى أن تايلاند تقوم بتقديرات مبالغ فيها لنموها الاقتصادي، حيث يفترض أنها تتجاوز 4٪، في حين أنها تاريخياً تتراوح حول 3٪.
يعد دور الطاقة الكهرومائية المستوردة أيضًا من المسائل المثيرة للجدل. في عام 2015، بلغت حصة الطاقة الكهرومائية حوالي 7٪ من إجمالي إنتاج الكهرباء في تايلاند. وبموجب الخطة، سترتفع هذه الحصة إلى 15-20٪ بحلول عام 2036، وسوف يستورد المزيد من الطاقة الكهرومائية من سد شايابوري في لاوس على نهر ميكونج ومن سد هات جي ومنطون في ميانمار. وبينما قد تبدو هذه المصادر نظيفة على ورقة الحسابات التايلاندية، فإن التأثيرات البيئية الدمارية على السكان المحليين مجرد تحويل الأمر إلى خارج البلاد.
تساءل الكثيرون عن سبب اعتماد تايلاند على عدد قليل جداً من محطات توليد الكهرباء من الفحم عندما يمكنها اختيار طرق أكثر أماناً وربما أرخص، مثل مفاعلات الكتلة الحيوية، مثل محطة بقدرة 40 ميجاوات تعمل على الخشب وقطع الخشب الزائدة والتي يديرها شركة دبل أي في براشينبوري. ويمكن أن يكمن الجواب في حقيقة أن المشاريع الضخمة والمركزية تعود بالفائدة على النظام المركزي للموافقة على المشاريع. وبمعدل فساد في القطاع العام يبلغ 25٪، وفقًا لغرفة التجارة التايلاندية، يمكن أن تكون مفيدة جدًا للمسؤولين عديمي الضمير. ومع ذلك، فإن أحد الأسباب هو محطة الحمل الأساسي المطلوبة للكهرباء.

## مقالات ذات صلة
- اقتصاد تايلاند
- الطاقة النووية في تايلاند [الإنجليزية]
- هيئة توليد الكهرباء في تايلاند [الإنجليزية]
- هيئة كهرباء العاصمة (تايلاند) [الإنجليزية]
- وكالة كهرباء المنطقة (تايلاند) [الإنجليزية]